# Tessub
Tessub (Teššub) era la principal deïtat dels hitites, que l'havien adoptat del panteó religiós dels hurrites. Era el déu del temps, de la pluja i de les tempestes, i es considerava el rei dels déus. El seu nom hitita i luvita era Tarhum (amb diverses formes derivades: Tarhun, Tarhuwant o Tarhunta).
Era venerat en diversos temples consagrats a Tessub, i mencionat sempre com a déu de la Tempesta. El principal lloc d'adoració era a Nerik, i quan els kashka van conquerir aquesta ciutat, el culte va passar a Hakpis, però també va tenir importants centres de culte a altres ciutats, com a Alep, Arrafa, Samuha, Kummani i al santuari rupestre hitita de Yazilikaya.
Els hitites el representaven usualment com un guerrer i déu que sosté un llamp triple, casc i diverses armes, generalment una destral (normalment doble) i una espasa. També viatjava sobre les espatlles o en un carro portat per toros de les mitologies hurrita i hitita, Seri i Hurri ("Dia" i "Nit), que pastaven a les ruïnes de les ciutats.
Tessub és descrit a la cultura hitita com a marit d'Arinnitti, una deessa solar, venerada especialment a la ciutat d'Arinna, amb la qual va tenir molts fills, entre altres Telepinu, déu de l'agricultura. Igualment se'l descriu com el déu que va matar el drac Illuyanka, un monstre de pedra que va sortir del mar, i que anteriorment havia derrotat a Tessub. Aquest mite es recitava al Festival hitita d'Any Nou.
Aquest déu va ser exportat a altres civilitzacions, i a Síria era la contrapartida del déu Baal.